# Куфельде
Куфельде (нім. Kuhfelde) — громада в Німеччині, розташована в землі Саксонія-Ангальт. Входить до складу району Зальцведель. Складова частина об'єднання громад Бетцендорф-Дісдорф.
Площа — 45,6 км2. Населення становить 1060 ос. (станом на 31 грудня 2021).

## Галерея

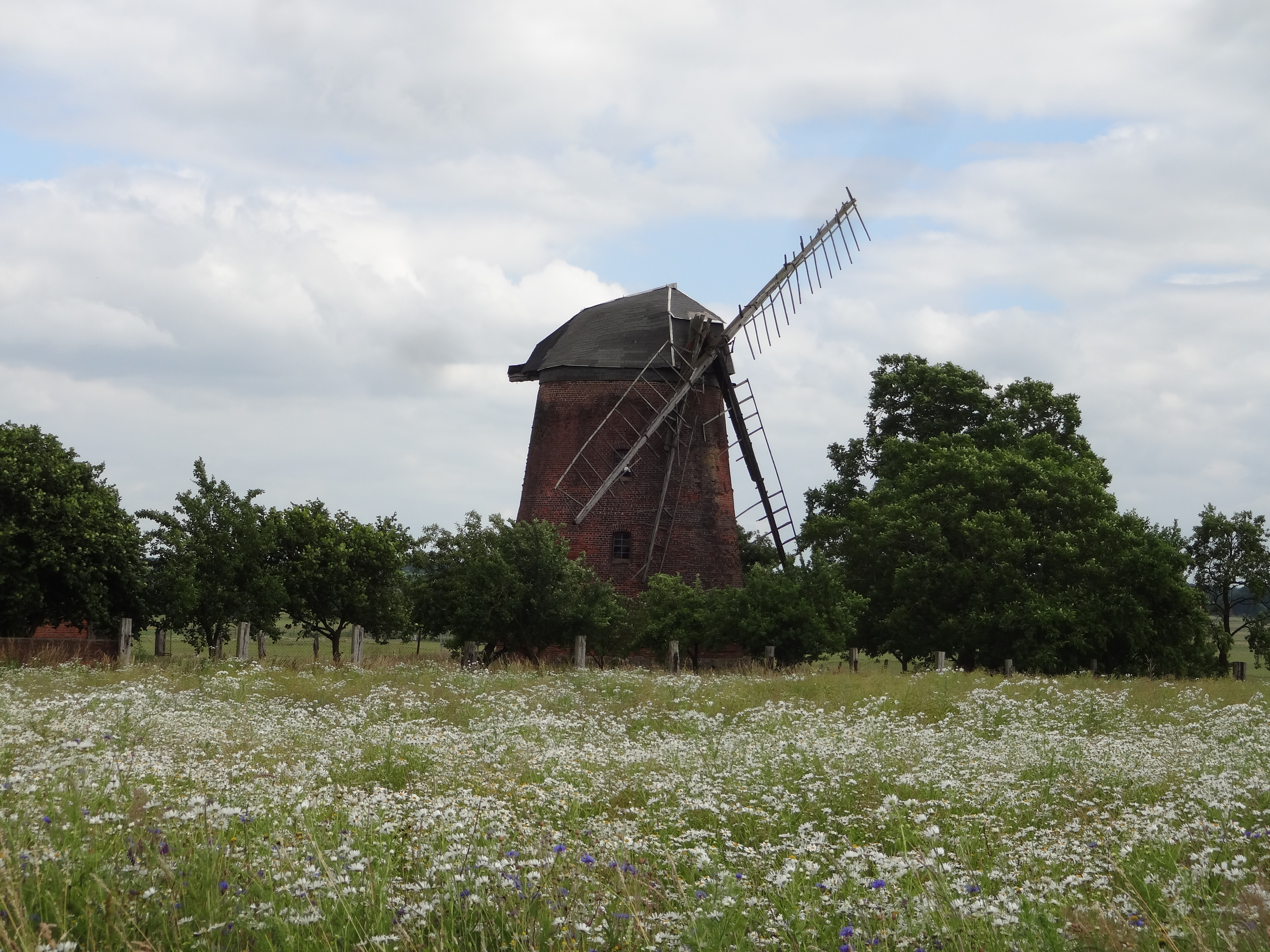